# Moviment Democràtic Social

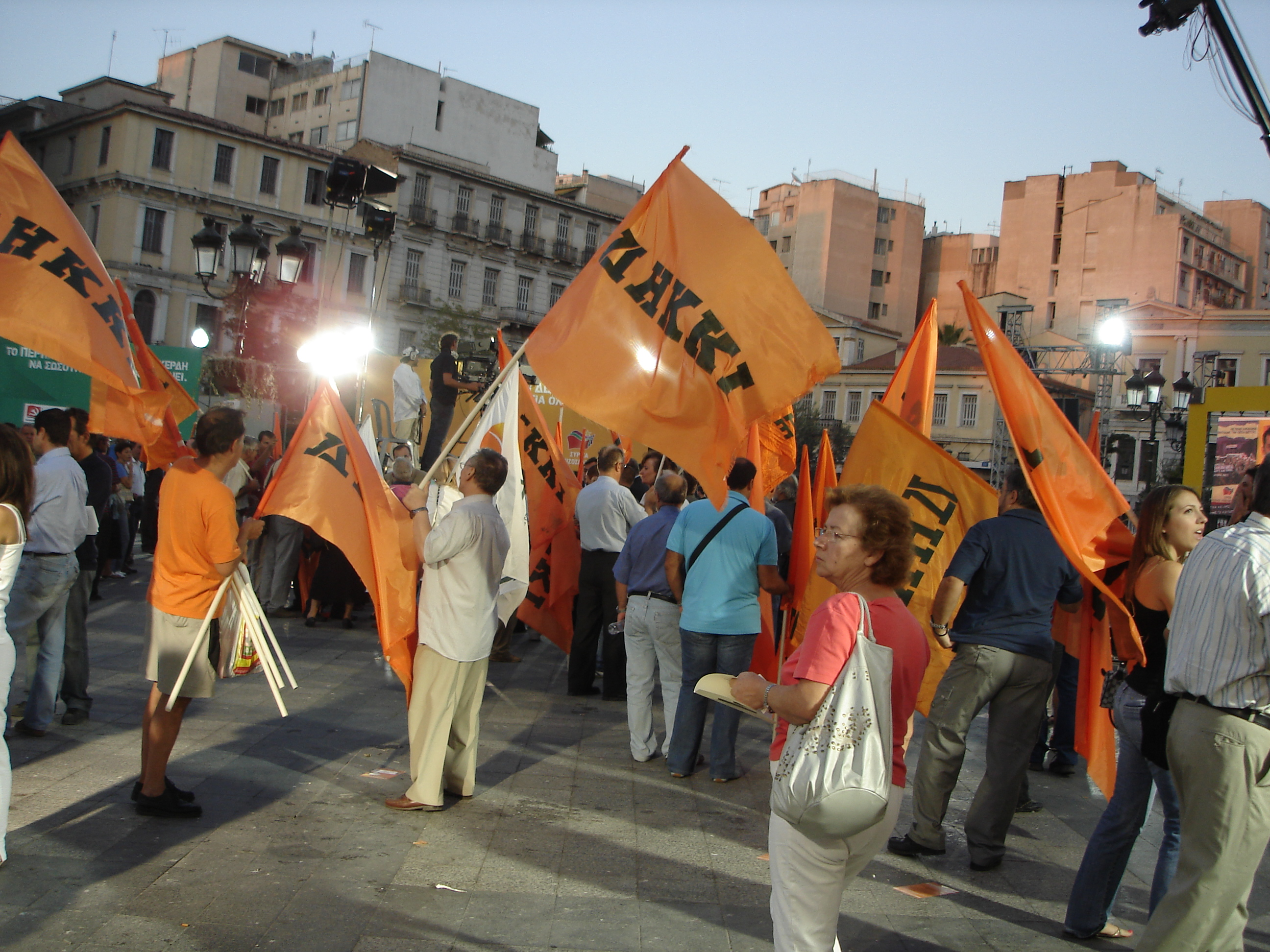
Militants del DIKKI en una manifestació de suport a la Coalició de l'Esquerra Radical

Moviment Democràtic Social (grec Δημοκρατικό Κοινωνικό Κίνημα, Dimokratiko Koinoniko Kinima, DIKKI) és un partit polític grec d'ideologia socialista, fundat el 1995 per Dimitris Tsovolas i nombrosos ex-membres del PASOK. A les eleccions legislatives de 1996 va rebre el 4,43% dels vots i obtingué 9 escons al Parlament Hel·lènic. A les eleccions europees de 1999 va rebre el 6,85% dels vots i dos eurodiputats, de manera que va ingressar a l'Esquerra Unida Europea-Esquerra Verda Nòrdica.
Malgrat aquests èxits inicials, a les eleccions legislatives gregues de 2000 va treure el 2,69% dels vots i a les de 2004 va treure l'1,8% dels vots. Poc després Tsovalas decidí unilateralment la dissolució del partit, però la resta de la direcció no ho va acceptar i fou expulsat. A les eleccions locals de 2006 va donar suport als candidats del Partit Comunista de Grècia, i a les eleccions legislatives gregues de 2007 va formar part de la Coalició de l'Esquerra Radical.

## Resultats a les legislatives
| Any     | Líder             | Vots                           | %                              | Escons  | +/- | Govern            |
| ------- | ----------------- | ------------------------------ | ------------------------------ | ------- | --- | ----------------- |
| 1996    | Dimitris Tsovolas | 300.671                        | 4,43%                          | 9 / 300 | Nou | Oposició          |
| 2000    | Dimitris Tsovolas | 184.598                        | 2,69%                          | 0 / 300 | 9   | Extraparlamentari |
| 2004    | Dimitris Tsovolas | 132.782                        | 1,78%                          | 0 / 300 | =   | Extraparlamentari |
| 2007    | Panagiotis Mantas | Dins de Syriza                 | Dins de Syriza                 | 0 / 300 | =   | Oposició          |
| 2009    | Panagiotis Mantas | Dins de Syriza                 | Dins de Syriza                 | 0 / 300 | =   | Oposició          |
| 2012 Ι  | Panagiotis Mantas | Dins de Syriza                 | Dins de Syriza                 | 1 / 300 | 1   | Oposició          |
| 2012 ΙΙ | Panagiotis Mantas | Dins de Syriza                 | Dins de Syriza                 | 3 / 300 | 2   | Oposició          |
| 2015 Ι  | Panagiotis Mantas | Dins de Syriza                 | Dins de Syriza                 | 1 / 300 | 2   | Coalició          |
| 2015 ΙΙ | Panagiotis Mantas | Dins d'Unitat Popular          | Dins d'Unitat Popular          | 0 / 300 | 1   | Extraparlamentari |
| 2019    | George Boutris    | Dins la coalició EPAM-AKKEL    | Dins la coalició EPAM-AKKEL    | 0 / 300 | =   | Extraparlamentari |
| 2023 Ι  | George Boutris    | Dins de l'Aliança de Subversió | Dins de l'Aliança de Subversió | 0 / 300 | =   | Extraparlamentari |

## Resultats a les europees
| Any  | Líder                | Vots                 | %                    | Escons               | +/-                  | Pos.                 | Grup                 |
| ---- | -------------------- | -------------------- | -------------------- | -------------------- | -------------------- | -------------------- | -------------------- |
| 1999 | Dimitris Tsovolas    | 440.191              | 6,85%                | 2 / 25               | Nou                  | 4t                   | GUE                  |
| 2004 | No hi van participar | No hi van participar | No hi van participar | No hi van participar | No hi van participar | No hi van participar | No hi van participar |
| 2009 | Panagiotis Mantas    | Dins de Syriza       | Dins de Syriza       | 0 / 22               | =                    | 5è                   | -                    |
| 2014 | Panagiotis Mantas    | Dins de Syriza       | Dins de Syriza       | 0 / 22               | =                    | 1r                   | -                    |